# Metro v Dubaji

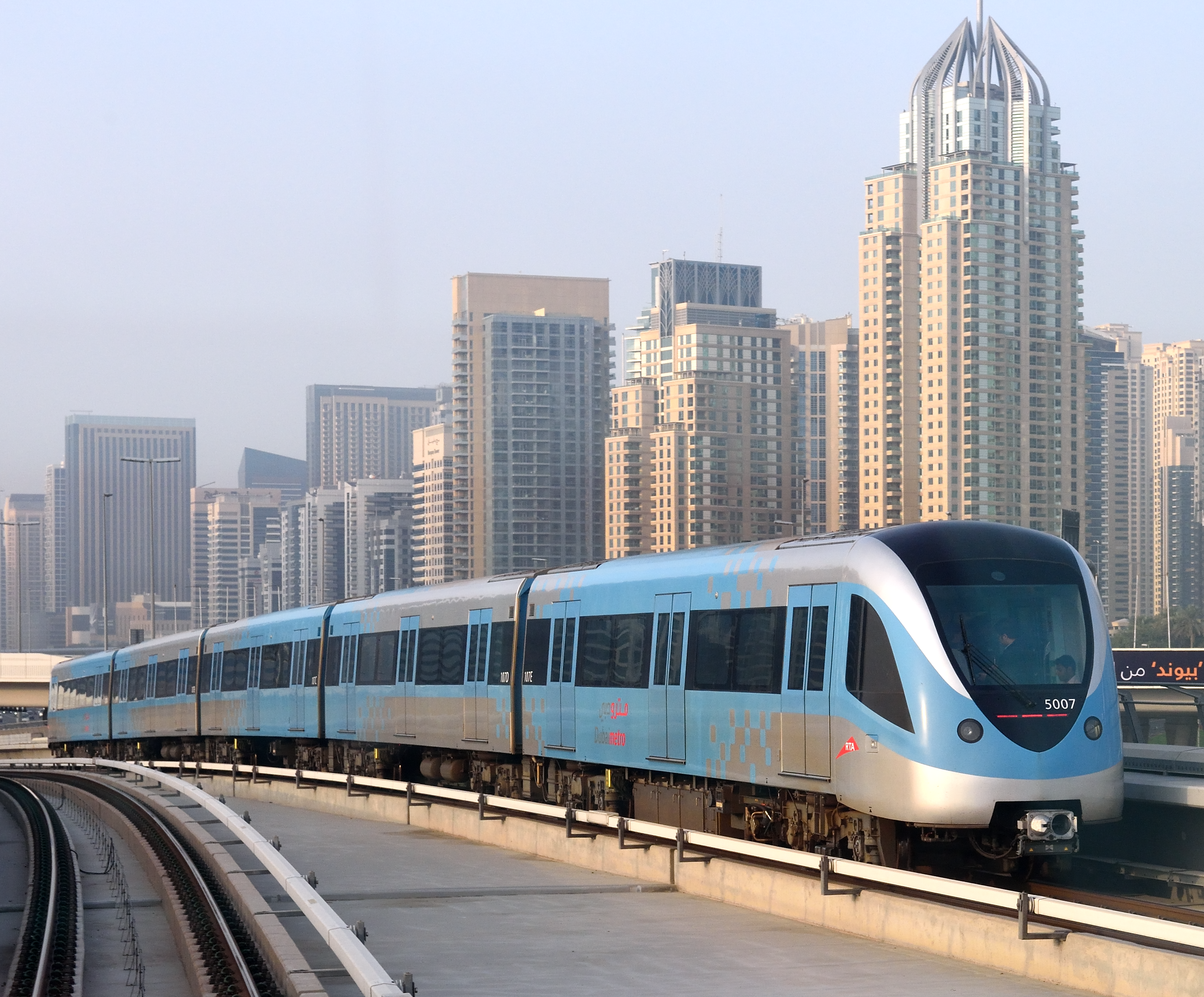
Vlak jedoucí po viaduktu červené linky Dubajského metra

Metro v Dubaji (arabsky مترو دبي) je vznikající síť automatického metra v největším městě Spojených arabských emirátů, v Dubaji. První úsek první Červené linky (Red Line) byl otevřen 9. září 2009, úsek Zelené linky (Green Line) 9. září 2011. Celkově je plánována výstavba čtyř linek metra o celkové délce 318 km. V historickém centru Dubaje je metro vedeno v tunelech, jinde po viaduktech. Provozovatelem sítě je městský dopravce RTA (Dubai Roads & Transport Authority). Metro jezdí bez strojvůdců, ve vagonech je pod pokutou zakázáno pít, jíst a žvýkat. Dva vagony jsou vyhrazeny pouze ženám a dětem, v jednom vagonu je zlatá třída s vyšším jízdným.

## Výstavba a linky

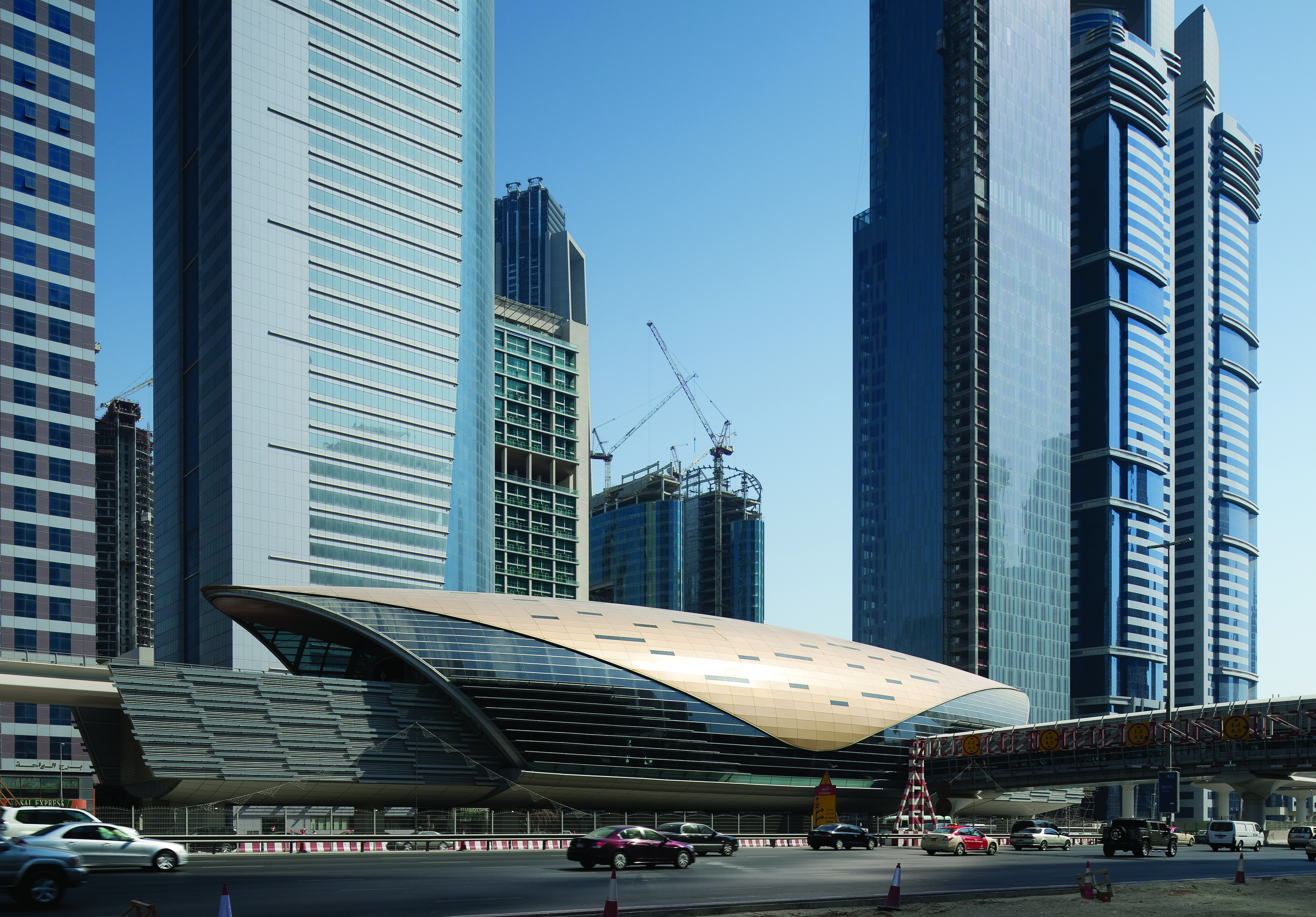
Stanice Dubajského metra

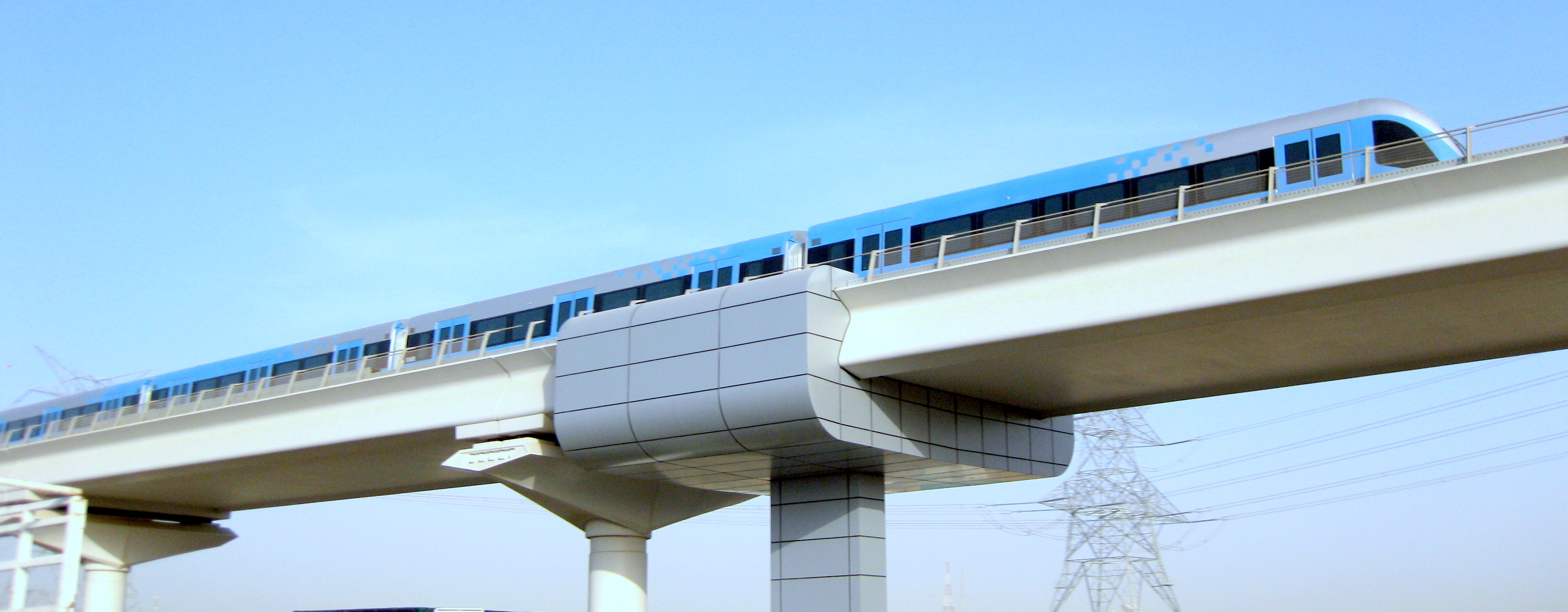
Souprava při testovací jízdě

Nákres metra linek metra v Dubaji. Červená a zelená už jsou postavené, ostatní jsou pouze plánované. (k roku 2020)

Stavba začala být plánována počátkem 21. století. Ve výběrovém řízení na naplánovaní, postavení a 15letou údržbu metra zvítězilo v květnu 2005 konsorcium Dubai Rail Link japonských a tureckých společností. Tento kontrakt zahrnuje dvě linky metra s 53 stanicemi a celkovou délkou 69 km. Stavební práce začaly v květnu 2006.

### Červená linka
Celý projekt se dostal do skluzu a tak byl 9. září 2009 otevřen první úsek červené linky jen s 10 stanicemi (dalšími 15 metro jen projíždí) místo plánovaných 29. Celková délka Červené linky má být 50 km a jízdní doba z jedné konečné na druhou asi 2,5 hodiny.

### Zelená linka
Na druhé, Zelené lince (20 km, 22 stanic) byl provoz zahájen 9. září 2011.

### Ostatní linky
Jsou plánovány i další linky, Fialová (49 km, 8 stanic) a Modrá (47 km).

### Tramvajové linky
Součástí rozvojového plánu RTA je kromě 4 linek metra o celkové délce 318 km také 7 tramvajových linek o celkové délce 270 km, 90 tras autobusů o délce 2500 km a 5 nových vodních cest o délce 210 km. Záměrem je zvýšit podíl veřejné dopravy v Dubaji do roku 2020 z původních 6 % na 30 %. Ve dnech 10. až 14. dubna se má v Dubaji konat 59. kongres UITP spojený s výstavou o městské dopravě.

## Technické a provozní parametry
Metro je automatické, soupravy nemají strojvedoucího. Napájeny jsou z třetí kolejnice.
Provozovány jsou pětivozové jednotky od japonského výrobce Kinki Sharyo, kterých má být do celé sítě dodáno 87. Jednotky mají kapacitu 643 míst a jsou rozděleny do tří tříd — luxusní (Gold), ženské+dětské a ekonomické (Silver). Velká okna umožňují rozhled do města. Vlaky mají maximální rychlost 90 km/h.
Interval na Červené lince je desetiminutový, u stanic jsou terminály návazné autobusové dopravy, parkoviště P+R a stanoviště taxislužby.

## Zajímavosti

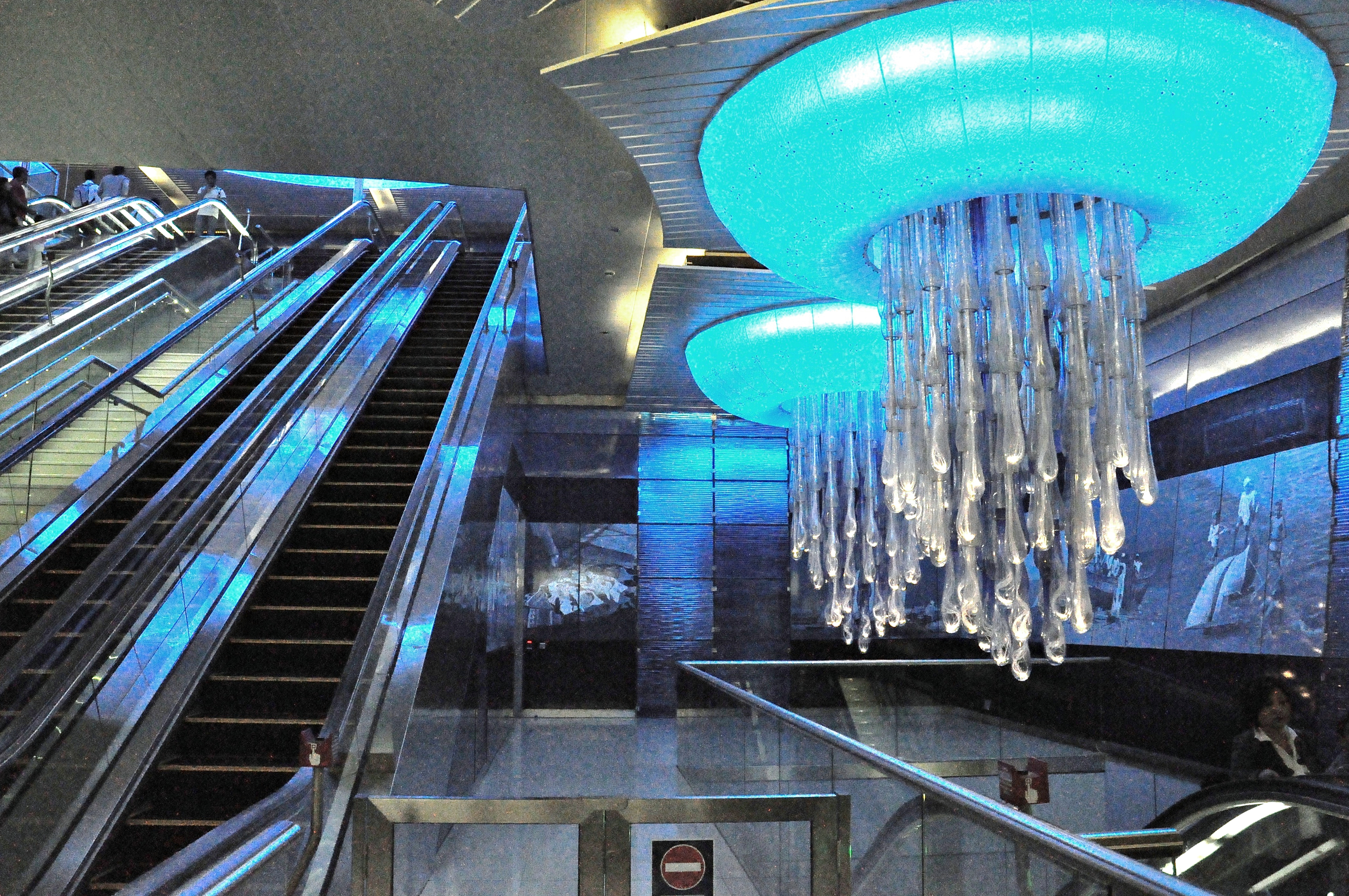
Světla české firmy Lasvit na druhé nejfrekventovanější stanici Dubajského metra, kde se kříží červená a zelená linka – BurjJuman

- Dekorativní osvětlení v přestupní stanici mezi zelenou a červenou linkou Burjuman a ve stanici Al Rigga navrhla česká firma Lasvit.[7]
- Pasažéři si mohou vybrat mezi dvěma třídami – zlatá (první) a stříbrná (druhá).[8]
- V metru je vyhrazený také vagón pro ženy a děti.[8] Pokud do něj nastoupí muži, hrozí jim pokuta několika set dirhamů.
- Všechny stanice i vozy metra jsou klimatizované.[9]
- Pokud máte místní telefonní číslo, připojíte se ve stanicích a často i mezi nimi k Wi-Fi síti.[9]